# Solaris (sincrotrón)

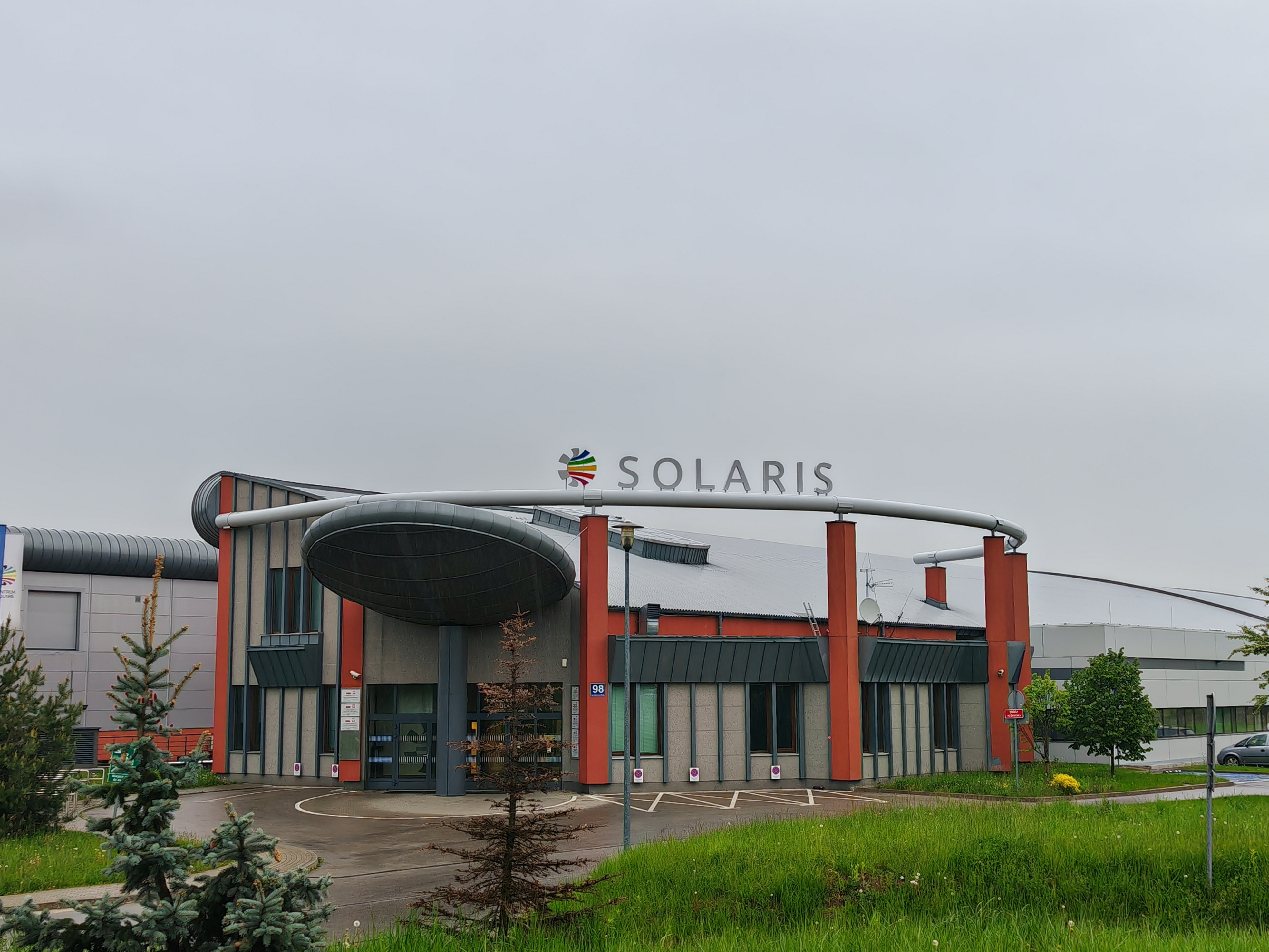
Un edificio de SOLARIS

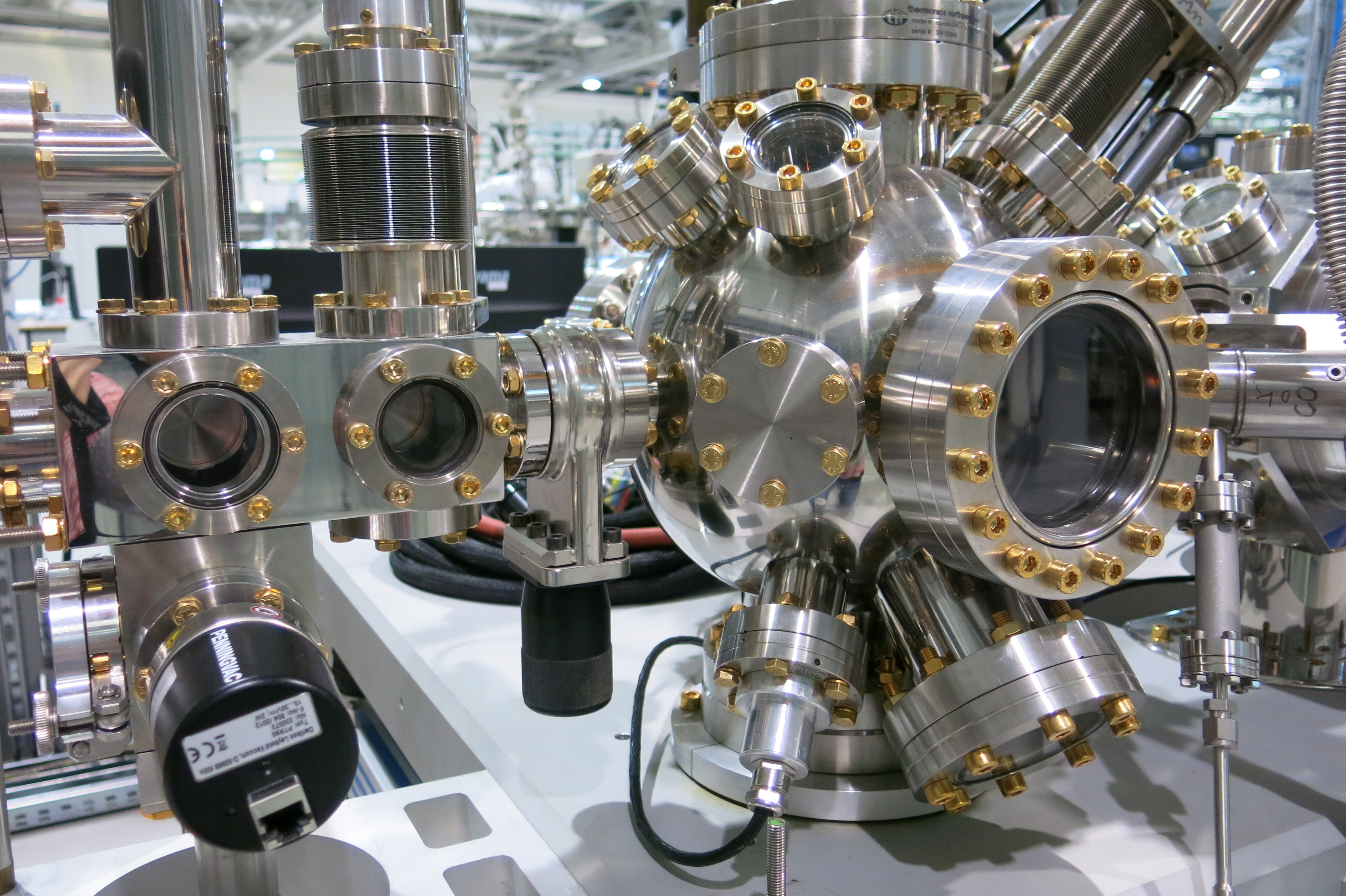
el parte del SOLARIS beamline

SOLARIS - El primer sincrotrón polaco, que esta situado en Cracovia en el Campus (el parte sur de la ciudad).
Sincrotrón SOLARIS es una infraestructura científica de tercera generación.
Actualmente, el SOLARIS dispone de dos líneas de luz operativas: PEEM/XAS y UARPES.
El sincrotrón lleva el nombre del título de la novela del escritor polaco de ciencia ficción Stanisław Lem, que vivió y trabajó en Cracovia.
El Centro SOLARIS está abierto para todos los científicos interesados, tanto de Polonia como del extranjero. Las convocatorias de propuestas se anuncian dos veces durante un año (en primavera y otoño). El acceso a la infraestructura para los científicos es gratuito.
Es posible también el acceso industrial.
- Página web del Nacional Synchrotron Centro de Radiación SOLARIS
- Página web de lightsource.org

- Datos: Q16605140
- Multimedia: Synchrotron Solaris / Q16605140

1. ↑  «la pagina offcial del sincrotron SOLARIS». Archivado desde el original el 7 de mayo de 2019. Consultado el 5 de agosto de 2019.
2. ↑  «la pagina official del sincrotron SOLARIS». Archivado desde el original el 7 de mayo de 2019. Consultado el 5 de agosto de 2019.
3. ↑  Syncrotron Solaris official website